# Ctianopha serena
Ctianopha serena är en fjärilsart som beskrevs av William Schaus 1906. Ctianopha serena ingår i släktet Ctianopha och familjen tandspinnare. Inga underarter finns listade i Catalogue of Life.